# Trade marketing
Le trade marketing, marketing associé ou mercatique associée est une approche business to business du marketing ayant pour objectif de satisfaire les intérêts communs, sur le plan économique et stratégique, des producteurs et des distributeurs. 

## Introduction
L’objectif final du trade marketing est de développer conjointement le chiffre d’affaires des deux partenaires (producteur et distributeur). Dans cette optique, il recherche une convergence entre le marketing du distributeur et celui du fabricant. Le trade marketing repose donc sur un échange réciproque d’informations permettant aux deux parties de partager un profit supplémentaire. Il s’applique à un grand nombre de fonctions telles que la logistique, le développement produit, le merchandising, la promotion, les études et l’informatique.
L’appellation trade marketing a été introduite en France en 1983 et est plus globalement introduite dans des articles de LSA et Points de vente en 1991, dans un contexte de domination des distributeurs vis-à-vis des producteurs. Face à cette domination, les producteurs ont alors proposé une relation plus constructive à travers le trade marketing.

## Relation producteur/distributeur
Le trade marketing envisage les relations entre producteurs et distributeurs de manière différente. Effectivement, historiquement, en France, les rapports entre industries et commerces ont longtemps été conflictuels et sources de tensions. L’ambivalence de la vision du marketing selon les fabricants et les distributeurs peut expliquer les tensions entre ces derniers. En effet, dans ses travaux Christophe Chain distingue la vision du fabricant correspondant au marketing de la demande, et la vision du distributeur correspondant au marketing de l'offre :  
- Vision du fabricant : celui-ci a l’initiative et s’adapte aux besoins des consommateurs, le distributeur se contentant de s’adapter à la démarche du fabricant
- Vision du distributeur : celui-ci se situe dans un environnement concurrentiel et doit attirer les consommateurs via son offre. Les consommateurs doivent s’adapter à cette offre, et le fabricant doit suivre la démarche du distributeur.

Désormais, avec le trade marketing, les relations sont fondées sur la transparence, permettant ainsi de développer mutuellement des expertises.
Les relations, au travers du trade marketing, s’établissent suivant un principe gagnant-gagnant : 
- Pour le distributeur: le trade marketing présente de nombreux avantages tels qu’une diminution des ruptures de stocks, des économies de logistique, et une hausse des ventes engendrée par une meilleure gestion du linéaire.
- Pour le fabricant: l’intérêt réside dans une meilleure gestion prévisionnelle des ordres de fabrication, une plus grande stabilité des relations, une baisse des conflits commerciaux.

## Fonctions concernées
De nombreux domaines sont concernés par le trade marketing, aussi bien du côté du producteur que du distributeur. Un modèle adapté des travaux de Marc Benoun et Marie Louise Helies Hassid permet d’avoir une vision plus générale des domaines d’application : 
- Logistique : le trade marketing permet une harmonisation des aspects de la logistique tels qu’une organisation en flux tendus, une diminution du volume de produits transportés ainsi que des aires de stockage dans le but de faire des économies sur le transport.
- Informatique : avec l’échange d’un certain nombre de données informatiques qui permettent à l’ensemble des fonctions concernées d’être efficientes. Par exemple, le transfert d’informations sur les ventes de produit, la rentabilité du linéaire, l’état des stocks etc.
- Produit: le trade marketing exerce un réel impact sur la fonction produit. Le producteur adapte sa politique produit en fonction du distributeur et du point de vente concerné. On y retrouve également des exclusivités réservées à certains distributeurs. La fonction produit du trade marketing traite également de la fabrication des marques de distributeur de la part des producteurs.
- Promotion: avec le développement conjoint d’opérations promotionnelles. Par exemple, le catalogue promotionnel à l’entrée des grandes surfaces alimentaires ou des opérations de mise en avant produit au sein des points de vente.
- Études: avec un échange constant d’informations sur les données et les évolutions du marché.
- Merchandising: l’échange d’informations concernant les comportements et attitudes des consommateurs ainsi que l'échange des performances des produits en magasin, permet au producteur de mettre en place un merchandising adapté à chaque point de vente.

## Méthodologie
Alfred et Annie Zeyl proposent une méthodologie visant à mettre en place une démarche trade marketing : 
- Recenser les différentes possibilités et les éléments à prendre en compte

Chacune des deux parties doit réfléchir sur la position à adopter vis-à-vis du trade marketing. L’entreprise doit estimer à quel degré la démarche trade marketing est nécessaire, en tenant compte notamment des exigences du marché mais également du client. De plus, la réussite de la démarche dépend de la volonté d’ouverture de l’entreprise.
- Se situer en terme concurrentiel

Chaque partie doit se situer par rapport à son marché. Ainsi, une multinationale n’aura pas la même approche du trade marketing qu’une PME. 
- Se doter d’une vision trade marketing adéquate

Une stratégie trade marketing adéquate consiste à adopter une vision technico-commerciale ayant pour objectif de dépasser le simple référencement, en adaptant les linéaires en fonction des attentes de l’industriel et du commerçant. Cela passe par une gestion efficiente des relations entre l’industriel et le producteur. 
- Fixer des objectifs à la fonction trade marketing

Selon le degré d’implication de l’entreprise dans la démarche trade marketing, les objectifs définis seront différents. Ces objectifs peuvent être par exemple : augmenter la prise en compte du client, développer les services à la distribution, monter des opérations avec chaque distributeur.
- Trouver et choisir les partenaires prioritaires

Dans un premier temps il est important de ne pas donner trop d’importance au critère de taille. Une démarche trade marketing n’est pas réservée aux grandes enseignes de la distribution et leurs principaux fournisseurs. Ensuite, il convient de recenser les entreprises à propos desquelles nous avons un certain nombre d’informations existantes, du fait d’une relation commerciale déjà établie. Enfin, l’entreprise doit sélectionner parmi son portefeuille de partenaires celui qui a le profil le plus adapté à sa stratégie trade marketing. 
- Coordonner et intégrer les plans de trade marketing

Au sein de cette étape les écrits précédemment rédigés sont mis en commun par les responsables trade marketing de chaque partie dans le but d’assurer une cohérence d’un point de vue stratégique, opérationnel, économique.

## Limites
Dans un premier temps, l’approche trade marketing, tout comme une démarche marketing classique, est en constante évolution. En effet, les évolutions internes des deux parties ainsi que l’évolution de l’environnement apportent des modifications constantes à la stratégie mise en place. Les structures doivent donc tenir compte des changements opérés aux différents niveaux de la chaine et mener de nouvelles actions en conséquence. 
Ensuite, la démarche trade marketing nécessite un investissement sur le long terme aussi bien au niveau des ressources humaines que financières. Elle s’inscrit donc dans un processus long et coûteux. Enfin, les entreprises souhaitant mettre en place une démarche de trade marketing voient leur culture changer. Elles doivent aborder de manière différente les relations avec leurs partenaires commerciaux.